# Israël op het Eurovisiesongfestival 2023

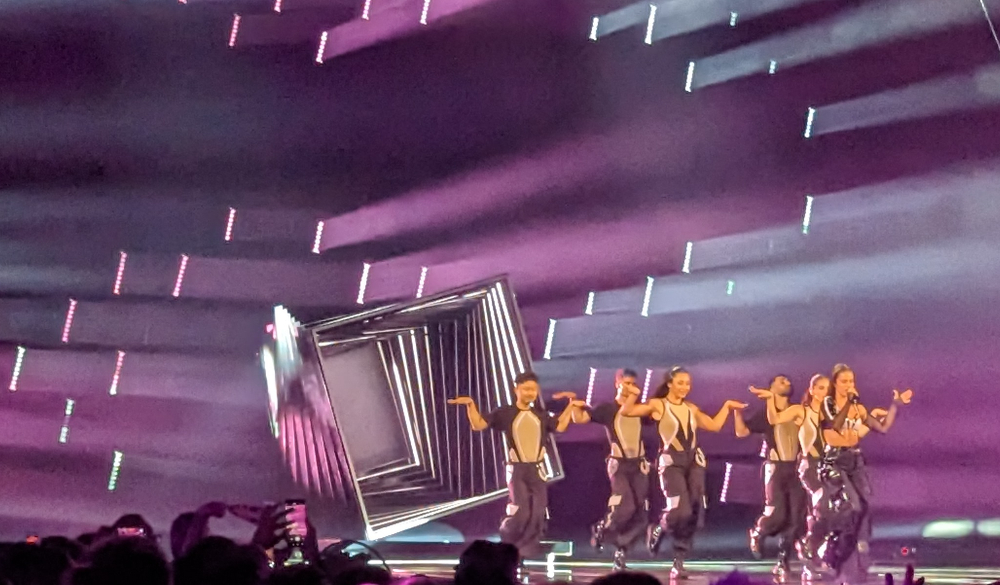
Noa Kirel tijdens de repetities in Liverpool.

Israël nam deel aan het Eurovisiesongfestival 2023 in Liverpool, Verenigd Koninkrijk. Het was de 46ste deelname van het land op het Eurovisiesongfestival. 

## Selectieprocedure
Op 11 juli 2022 maakte de Israëlische nationale omroep bekend dat Noa Kirel haar vaderland ging vertegenwoordigen op het aankomende Eurovisiesongfestival. Een dag later maakte de zangeres via interview bij de radiozender 103 FM’s Raz Shechnik echter bekend dat haar deelname nog niet zeker was. 
Na deze uitspraak werden er gesprekken opgestart tussen de omroep en de zangeres. Middels een persconferentie op 10 augustus 2022 werd officieel bekendgemaakt dat Kirel effectief haar land gaat vertegenwoordigen. Het lied werd op 8 maart 2023 vrijgegeven toen werd bekend dat Noa Unicorn ten gehore zal brengen in Liverpool. 

## In Liverpool
Israël trad aan in de eerste halve finale. Deze vond plaats op dinsdag 9 mei 2023. Israël trad aan als 9de, na Zwitserland en voor Moldavië. Israël stootte vlot door naar de finale, waar het de derde plaats verkreeg. De jury's waren nog iets meer fan van Israël een plaatsten haar op de 2de plaats. 
1973 · 1974 · 1975 · 1976 · 1977 · 1978 · 1979 · 1980 · 1981 · 1982 · 1983 · 1984 · 1985 · 1986 · 1987 · 1988 · 1989 · 1990 · 1991 · 1992 · 1993 · 1994 · 1995 · 1996-1997 · 1998 · 1999 · 2000 · 2001 · 2002 · 2003 · 2004 · 2005 · 2006 · 2007 · 2008 · 2009 · 2010 · 2011 · 2012 · 2013 · 2014 · 2015 · 2016 · 2017 · 2018 · 2019 · 2020 · 2021 · 2022 · 2023 · 2024 · 2025
Albanië · Armenië · Australië · Azerbeidzjan · België · Cyprus · Denemarken · Duitsland · Estland · Finland · Frankrijk · Georgië · Griekenland · Ierland · IJsland · Israël · Italië · Kroatië · Letland · Litouwen · Malta · Moldavië · Nederland · Noorwegen · Oekraïne · Oostenrijk · Polen · Portugal · Roemenië · San Marino · Servië · Slovenië · Spanje · Tsjechië · Verenigd Koninkrijk · Zweden · Zwitserland